# 현대 히브리어
현대 히브리어(영어: Modern Hebrew, 히브리어: עִבְרִית חֲדָשָׁה ʿĪvrīt ḥadašá he or he)는 이스라엘 히브리어 또는 간단히 히브리어라고도 하며, 오늘날 사용되는 히브리어의 표준 형태이다.

## 음운

### 닿소리
|        | 입술소리 | 입술소리 | 치경음 | 치경음 | 후치경음/ 경구개음 | 연구개음/ 구개수음 | 연구개음/ 구개수음 | 성문음 |
| ------ | -------- | -------- | ------ | ------ | ------------------ | ------------------ | ------------------ | ------ |
| 비음   | m        | m        | n      | n      |                    |                    |                    |        |
| 파열음 | p        | b        | t      | d      |                    | k                  | ɡ                  | ʔ      |
| 파찰음 |          |          | ts     | ts     |                    |                    |                    |        |
| 마찰음 | f        | v        | s      | z      | ʃ                  | χ                  | ʁ                  | h      |
| 접근음 |          |          | l      | l      | j                  |                    |                    |        |

- 주요 사항
  - 유성 후치경 파찰음, 유성 후치경 마찰음, 양순 연구개 접근음은 외래어에서만 나타난다.
  - 무성 후치경 파찰음은 외래어만 나타나나, 고유어에서 /t/와 /ʃ/의 조합으로 나타날 수 있다.
  - /r/은 유성 구개수 마찰음 또는 구개수 전동음, 치경 전동음, 치경 탄음으로 소리가 나며, 화자의 배경에 따라 다르다. 또한 유성 연구개 마찰음으로 소리가 나기도 한다.
  - /n/은 연구개음 앞에서 연구개 비음으로 소리가 난다.

### 홀소리
|        | 전설 | 중설 | 후설 |
| ------ | ---- | ---- | ---- |
| 고모음 | i    |      | u    |
| 중모음 | e    |      | o    |
| 저모음 |      | a    |      |

이중모음으로는 /aj/와 /ej/가 있다.

## 같이 보기
- 히브리어
- 성서 히브리어
- 듀오링고
- 로제타 스톤